# Brigitte Oertli
Brigitte Oertli (* 10. Juni 1962 in Egg) ist eine ehemalige Schweizer Skirennfahrerin.

## Biografie
Zu Beginn ihrer Laufbahn triumphierte sie gelegentlich bei Kombinationen und errang weitere 17 Podestplätze, ehe sie in der Saison 1987/88, beginnend mit dem Slalom vom 18. Januar 1988 in Saas-Fee, zwei Einzelrennen zu gewinnen vermochte.
Bei den Olympischen Spielen 1988 in Calgary gewann sie jeweils Silber in der Abfahrt (hinter Marina Kiehl) und in der Alpinen Kombination (hinter Anita Wachter). Bei den Weltmeisterschaften 1989 in Vail (USA) gewann sie in der Alpinen Kombination hinter Tamara McKinney und Vreni Schneider die Bronzemedaille.
Brigitte Oertli war bei neun Weltcuprennen erfolgreich. Sie ist eine der wenigen Athletinnen, die in Abfahrt, Slalom, Riesenslalom, Super-G und in der Alpinen Kombination Podestplätze erreichen konnten. Insgesamt wurde sie viermal Kombinations-Weltcupsiegerin. Sie gewann ausserdem am 22. Dezember 1987 einen nur zum Nationencup zählenden Parallel-Slalom in Bormio.
Nach einer nicht nach Wunsch verlaufenen Saison trat sie 1990 vom aktiven Skirennsport zurück.

## Privates
Brigitte Oertli lebte seit 2005 mit Hansruedi «Knö» Knöpfli (1966–2021) zusammen, mit dem sie seit 2002 die Swiss Marketing Academy betrieb. Aus einer früheren Beziehung hat Oertli einen Sohn.

## Erfolge

### Olympische Spiele
- Sarajevo 1984: 12. Abfahrt
- Calgary 1988: 2. Abfahrt, 2. Kombination

### Weltmeisterschaften
- Bormio 1985: 4. Kombination, 5. Slalom, 8. Abfahrt
- Crans-Montana 1987: 9. Super-G, 11. Riesenslalom, 14. Kombination
- Vail 1989: 3. Kombination

### Weltcupwertungen
Brigitte Oertli gewann viermal die Disziplinenwertung in der Kombination.
| Saison  | Gesamt | Gesamt | Abfahrt | Abfahrt | Super-G | Super-G | Riesenslalom | Riesenslalom | Slalom | Slalom | Kombination | Kombination |
| Saison  | Platz  | Punkte | Platz   | Punkte  | Platz   | Punkte  | Platz        | Punkte       | Platz  | Punkte | Platz       | Punkte      |
| ------- | ------ | ------ | ------- | ------- | ------- | ------- | ------------ | ------------ | ------ | ------ | ----------- | ----------- |
| 1981/82 | 59.    | 10     | 35.     | 2       | –       | –       | –            | –            | 32.    | 4      | 23.         | 4           |
| 1982/83 | 35.    | 38     | 26.     | 11      | –       | –       | –            | –            | 29.    | 5      | 11.         | 22          |
| 1983/84 | 16.    | 89     | 16.     | 23      | –       | –       | 26.          | 11           | 16.    | 34     | 13.         | 24          |
| 1984/85 | 2.     | 218    | 3.      | 76      | –       | –       | 17.          | 36           | 10.    | 58     | 1.          | 74          |
| 1985/86 | 5.     | 181    | 4.      | 82      | –       | –       | 35.          | 6            | 5.     | 52     | 4.          | 41          |
| 1986/87 | 3.     | 206    | 7.      | 33      | 4.      | 49      | 8.           | 42           | 5.     | 77     | 1.          | 25          |
| 1987/88 | 2.     | 226    | 2.      | 119     | 17.     | 12      | 27.          | 4            | 12.    | 41     | 1.          | 50          |
| 1988/89 | 19.    | 60     | 26.     | 9       | 22.     | 8       | –            | –            | 27.    | 7      | 1.          | 36          |
| 1989/90 | 40.    | 35     | 27.     | 5       | –       | –       | –            | –            | 28.    | 5      | 3.          | 25          |

### Weltcupsiege
| Datum             | Ort                | Land       | Disziplin   |
| ----------------- | ------------------ | ---------- | ----------- |
| 9. Dezember 1984  | Davos              | Schweiz    | Kombination |
| 11. Januar 1985   | Bad Kleinkirchheim | Österreich | Kombination |
| 11. Januar 1987   | Mellau             | Österreich | Kombination |
| 13. Dezember 1987 | Leukerbad          | Schweiz    | Kombination |
| 18. Januar 1988   | Saas-Fee           | Schweiz    | Slalom      |
| 24. Januar 1988   | Bad Gastein        | Österreich | Kombination |
| 5. März 1988      | Aspen              | USA        | Abfahrt     |
| 15. Januar 1989   | Grindelwald        | Schweiz    | Kombination |
| 10. Dezember 1989 | Steamboat Springs  | USA        | Kombination |